# Luisita Leers
Martha Luise Krökel, más conocida como Luisita Leers (Wiesbaden, 1909 – 1997) fue una trapecista, acróbata y forzuda alemana.

## Trayectoria
Nació en una familia de artistas de circo: su madre, Gertrude, era acróbata y su padre adoptivo, Guido Krökel, era especialista en aéreos. Fue entrenada por Krökel desde la edad de seis años. Debutó en su compañía en marzo de 1920, con tan sólo once años. Era capaz de realizar figuras habitualmente reservadas para los hombres, como la cruz de hierro o la tabla. Actuó en el trapecio en un número en solitario que presentó en Finlandia y varios circos europeos.
Fue descubierta, a los 17 años, por John Ringling. En 1928, se unió al Ringling Bros. and Barnum & Bailey Circus. Fue una de las artistas que ayudó a resaltar los beneficios del ejercicio físico. Actuaba con un leotardo blanco sin mangas, como los hombres, y era conocida por su fuerza y su cuerpo musculoso. Su actuación, sin arnés de seguridad, incluyó figuras impresionantes, como giros en el trapecio sostenido a la altura del codo o una suspensión por la nuca.
En 1932 actuó en París, en 1935 en el Circo Medrano, y en 1936 en el Alhambra, donde los críticos la compararon con Miss Athléta o Katie Sandwina.
Regresó a Alemania en 1936 y vivió con sus padres en Brunswick. Después de la Segunda Guerra Mundial y varios años de privaciones y una lesión en su hombro, no pudo reanudar su carrera. En 1952, se casó con Gerhard Klages y se convirtió en Luisita Klages. Comenzó una nueva carrera como traductora.
Falleció a los 88 años en 1997.